# Punk är trevligt – Jazz är farligt
Punk är trevligt – Jazz är farligt är ett samlingsalbum som släpptes 1980 på skivbolaget Heartwork Records. Albumet har inget a-sida eller b-sida utan är namngivna Punk är trevligt respektive Jazz är farligt. Albumet benämns oftast bara Punk är trevligt 

## Låtlista
Punk är trevligt
- Garbochock – Böka och trängas
- d. Kon – The leader
- Martti LeThargie – Hemlighet
- TT-Reuter – Sakta in i allt
- Robert Widén – Kampsång
- City Kent – Snutlåten
- R. Metzenger – Den udda gudens puls

Jazz är farligt
- TT-Reuter – Bilder av ett mörker
- Hemliga Bosse – Alla & jag
- Soldat Opiat – Ingenting alls
- Martti LeThargie – Onaturlig ondska
- Garbochock– Skaka sakta
- d.Kon – Röster